# F-Lock
微软在2001年推出的F-Lock密钥切换了功能键的状态。它的功能与Fn建类似，主要是在紧凑布局中以组合键方式决定更多一键两义的按键。启用时，键F1至F12的行为与适用相同，其含义由当时使用的应用程序定义。关闭时，使用新行为：F5表示“打开”，F10表示“拼写”等。在早期型号中，状态在每次重启或键盘重置时恢复为关闭，但后来的模型在重新启动后保留F-Lock状态。
其他键盘制造商（如Logitech和Viewsonic）也在其键盘上实现了F-Lock。